# Морфин (група)
„Морфин“ (на английски: Morphine) е алтернативна рок група от САЩ.
Сформирана е от Марк Сендмън (свирил преди това в алтернативната рок група Treat Her Right) и Дана Коли през 1989 година в Кеймбридж, Масачузетс.

## История
В своята новаторска музика и уникална инструментална работа „Морфин“ комбинира блус и джаз елементи с по-традиционни рок аранжименти, придавайки на групата доста необичаен звук. Сендмън има специфично пеене, определено като „дълбоко, естрадно-лирично“, a в текстовете му проличава битник влияние.
Характерно за групата е напластяването и нюансирането в низкочестотния звуков диапазон. Когато репортерите задават въпрос на Сендмън как би определил музиката, която свирят, той я назовава „low rock“ („нисък рок“). „Ние сме просто баритонови хора“ казва още той. Критична оценка казва: „Морфин“ непосредствено въвежда минималистично, лоу-енд звучене, който лесно би могло да се превърне в рекламен ефект: едно пауър-трио, което не е изградено около звука на електрическата китара. Вместо това Морфин изграждат и разширяват нестандартното си звучене във всеки следващ албум.

## Членове
- Марк Сендмън – двуструнен слайд-бас, вокали, орган, китара, пиано
- Дана Коли – баритон-саксофон, тенор-саксофон, двоен саксофон, триъгълник
- Били Конуей – перкусии (1993 – 1999)
- Джеръми Дюпри – перкусии (1989 – 1993; 1998 – 1999)

## Дискография

### Албуми
- Good – 1992
- Cure For Pain – 1993
- Yes – 1995
- Like Swimming – 1997
- The Night – 2000

### Компилации и концертни албуми
- B-Sides and Otherwise – 1997
- Sampilation – 1997
- Bootleg Detroit – 2000
- The Best Of Morphine: 1992 – 95 – 2003
- Sandbox: The Mark Sandman Box Set – 2004